# Семёновка (Близнюковский район)
Семёновка (укр. Семені́вка) — село, Семёновский сельский совет, Близнюковский район, Харьковская область, Украина.
Код КОАТУУ — 6320686001. Население по переписи 2001 года составляло 559 (252/307 м/ж) человек.
Являлось до 2020 года административным центром Семёновского сельского совета, в который, кроме того, входили сёла Дубовое и Плахтиевка.

## Географическое положение
Село Семёновка находится на левом берегу реки Сухо́й Торе́ц, вытянуто в длину более чем на 5 км.
Село пересекают балка Крини́чка с пересыхающим ручьём,
балка Плахтиевская с пересыхающим ручьём и запрудами,
балка Просяная.

## История
- 1790 — дата основания. Согласно «Истории городов и сёл УССР» 1976 года, основано в начале 17 века.[1]
- В 1976 году в селе были 282 двора и население составляло 807 человек.[1]
- При СССР в селе находилась центральная усадьба овцеводческого колхоза «Победа»,[1] названного в честь Победы советского народа в Великой Отечественной войне; колхоз имел 6036 гектаров земельных угодий, из которых 4331 га пашни.[1] Колхоз специализировался на развитии овцеводства; также выращивал кормовые культуры, развивал мясо-молочное животноводство и рыболовство.[1]

## Экономика
- В селе при СССР были несколько молочно-товарных (МТФ), свино-товарная (СТФ) и овце-товарная (ОТФ) фермы.
- «Победа», сельскохозяйственное ООО.
- Небольшой песчаный карьер.

## Культура
- Школа.

## Достопримечательности
- Братская могила советских воинов РККА. Похоронены 78 павших воинов.
- Братская могила советских воинов и памятный знак воинам-односельчанам. Похоронены 70 воинов.